# Wereldkampioenschappen kortebaanzwemmen
De wereldkampioenschappen kortebaanzwemmen worden sinds 1993 door de wereldzwembod georganiseerd. Oorspronkelijk was het de bedoeling om ook in de winter een zwemtoernooi op hoog niveau te houden. De Spaanse badplaats Palma de Mallorca op het gelijknamige eiland was de eerste gastheer van het experimentele toernooi in het zogeheten 'kleine bad' (25 meter). Het evenement bleek zo'n groot succes dat de FINA besloot er een tweejaarlijks toernooi van te maken, dat in 2000 gelijke tred gingen houden met de olympische cyclus. In tegenstelling tot de wereldkampioenschappen op de langebaan (50 meter) staan synchroonzwemmen, schoonspringen, marathon- of openwaterzwemmen en waterpolo niet op het programma.

## Historisch overzicht
- Wereldkampioenschappen kortebaanzwemmen 1993 - Palma de Mallorca
- Wereldkampioenschappen kortebaanzwemmen 1995 - Rio de Janeiro
- Wereldkampioenschappen kortebaanzwemmen 1997 - Göteborg
- Wereldkampioenschappen kortebaanzwemmen 1999 - Hongkong
- Wereldkampioenschappen kortebaanzwemmen 2000 - Athene
- Wereldkampioenschappen kortebaanzwemmen 2002 - Moskou
- Wereldkampioenschappen kortebaanzwemmen 2004 - Indianapolis
- Wereldkampioenschappen kortebaanzwemmen 2006 - Shanghai
- Wereldkampioenschappen kortebaanzwemmen 2008 - Manchester
- Wereldkampioenschappen kortebaanzwemmen 2010 - Dubai
- Wereldkampioenschappen kortebaanzwemmen 2012 - Istanboel
- Wereldkampioenschappen kortebaanzwemmen 2014 - Doha
- Wereldkampioenschappen kortebaanzwemmen 2016 - Windsor
- Wereldkampioenschappen kortebaanzwemmen 2018 - Hangzhou
- Wereldkampioenschappen kortebaanzwemmen 2021 - Abu Dhabi
- Wereldkampioenschappen kortebaanzwemmen 2022 - Melbourne
- Wereldkampioenschappen kortebaanzwemmen 2024 - Boedapest